# Доходный дом Мыльцына
Доходный дом Мыльцына, также доходный дом Мыльцина — памятник гражданской архитектуры XIX века и объект культурного наследия, который расположен в городе Ростове-на-Дону по адресу улица Обороны, 48/18, переулок Семашко.

## История
Дом в списке объектов культурного наследия обозначен по фамилии одного из своих собственников — Федора Ивановича Мыльцина. Он занимался торговлей зерновыми и банковским делом. На протяжении 30 лет Федор Мыльцин работал в городском общественном банке, где большую часть времени занимал должность директора. Носил звание почетного гражданина Ростова-на-Дону и занимался благотворительностью. В 1913 году появилась информация о том, что Федор Мыльцин мог быть причастным к растрате средств, в связи с чем, он перестал быть директором банка.
Его дом — памятник архитектуры, был построен в конце XIX века. Дом Мыльцына называют центром исторической части города, который повлиял на формирование окружающей постройки. У здания местная категория охраны.
Постановлением № 2 от 9 января 2001 года «Об установлении территории и охранной зоны памятника истории и культуры местного значения „Доходный дом Ф. И. Мыльцына“» были установлены границы и охранная зона объекта культурного наследия.
Департамент имущественно-земельных отношений города Ростова-на-Дону 12 марта 2010 года принял распоряжение № 834, которое касается муниципализации памятника «Доходный дом Ф. И. Мыльцина».
При реконструкции подвальных помещений в доме Мыльцына были найдены многоуровневые подвалы, уходящие под землю. Они могут быть частью подземелий, которые находятся под центром города Ростова-на-Дону.

## Описание
Архитектурный стиль дома характерен для особняков, которые строились в Ростове-на-Дону до революции 1917 года. На первом этаже располагалось торговое заведение. Дом украшен элементами неоклассического направления эклектики.

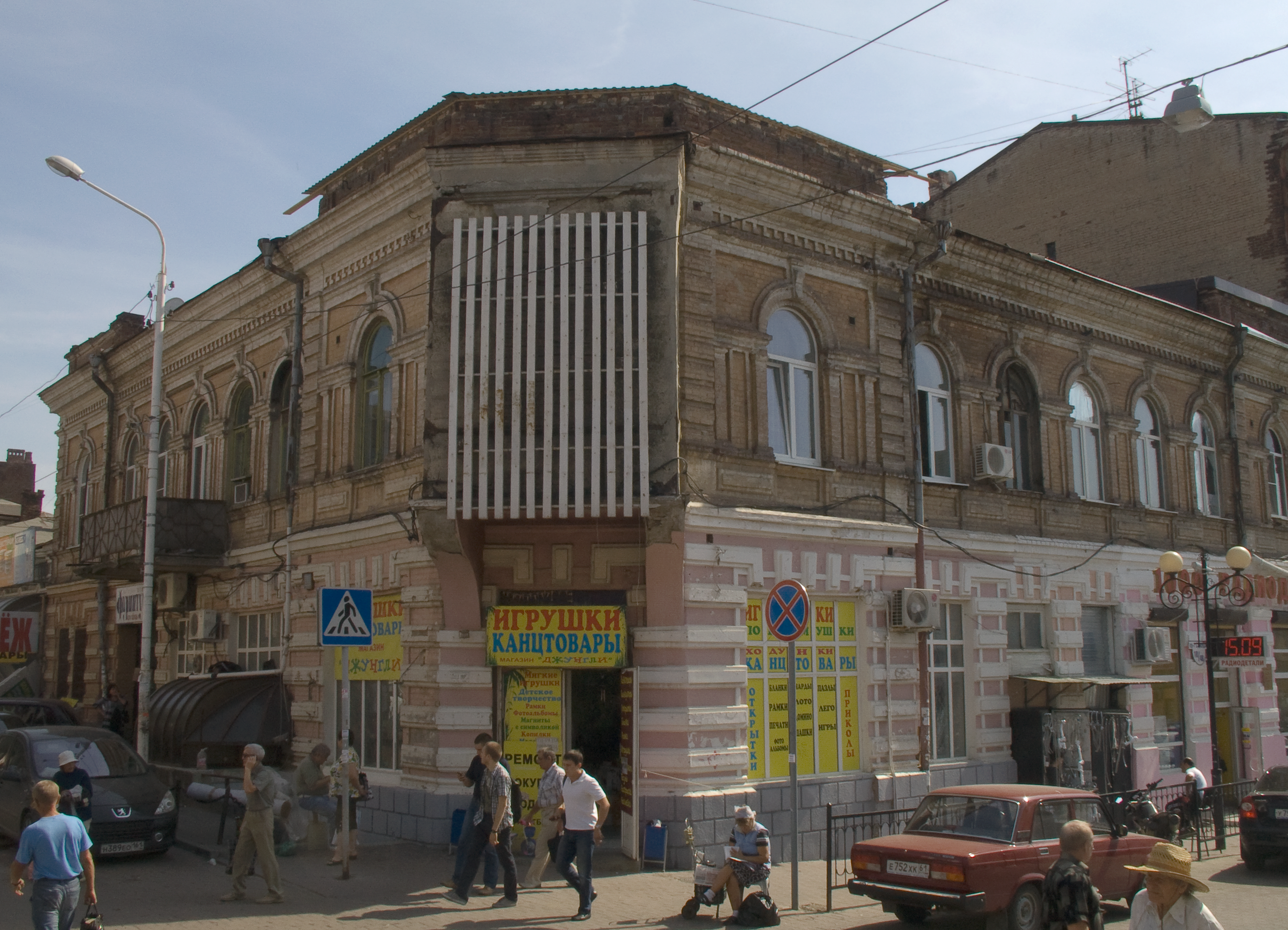
Доходный дом Мыльцына в 2012 году
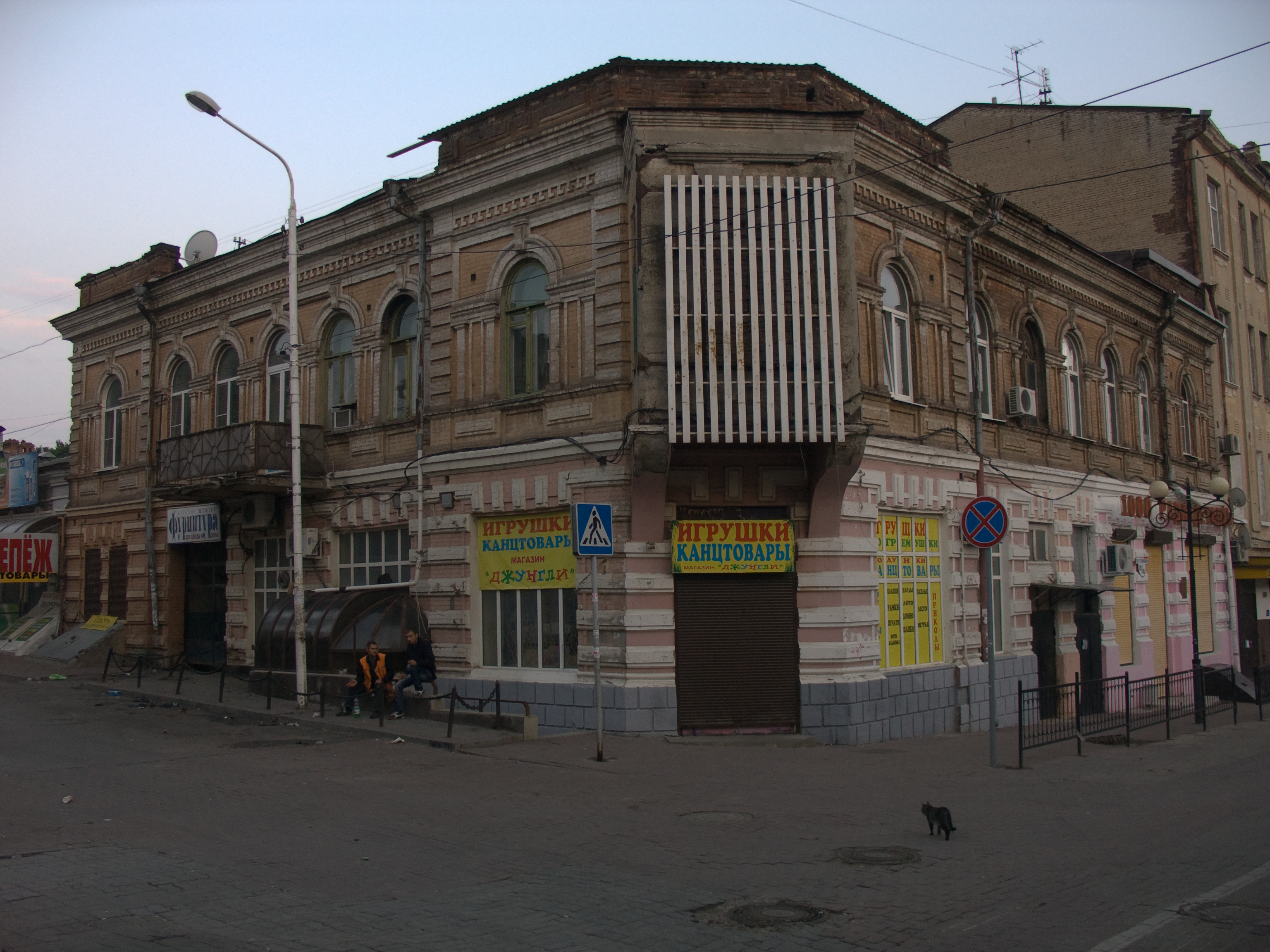
Фасад доходного дома Мыльцына
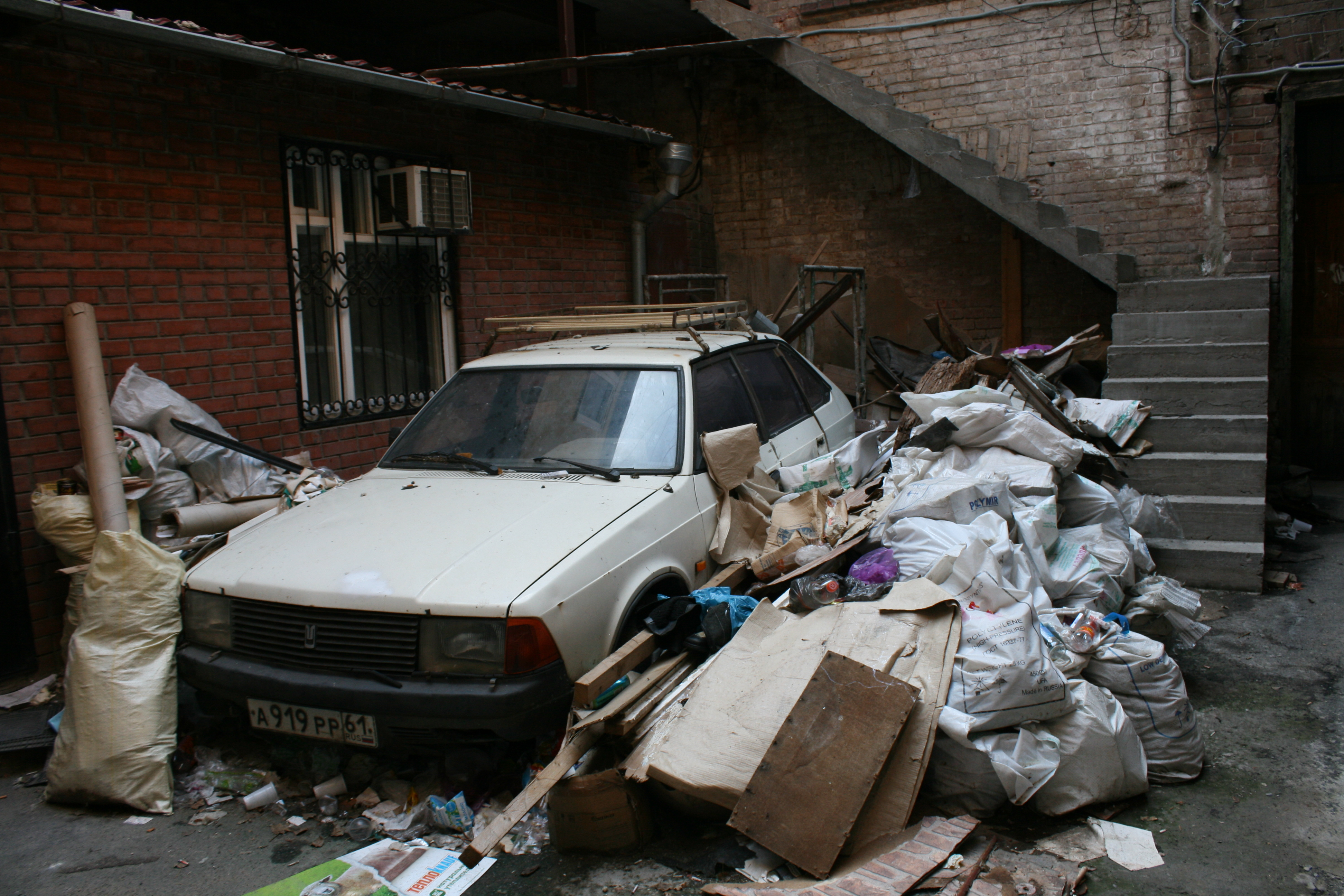
Состояние внутреннего дворика
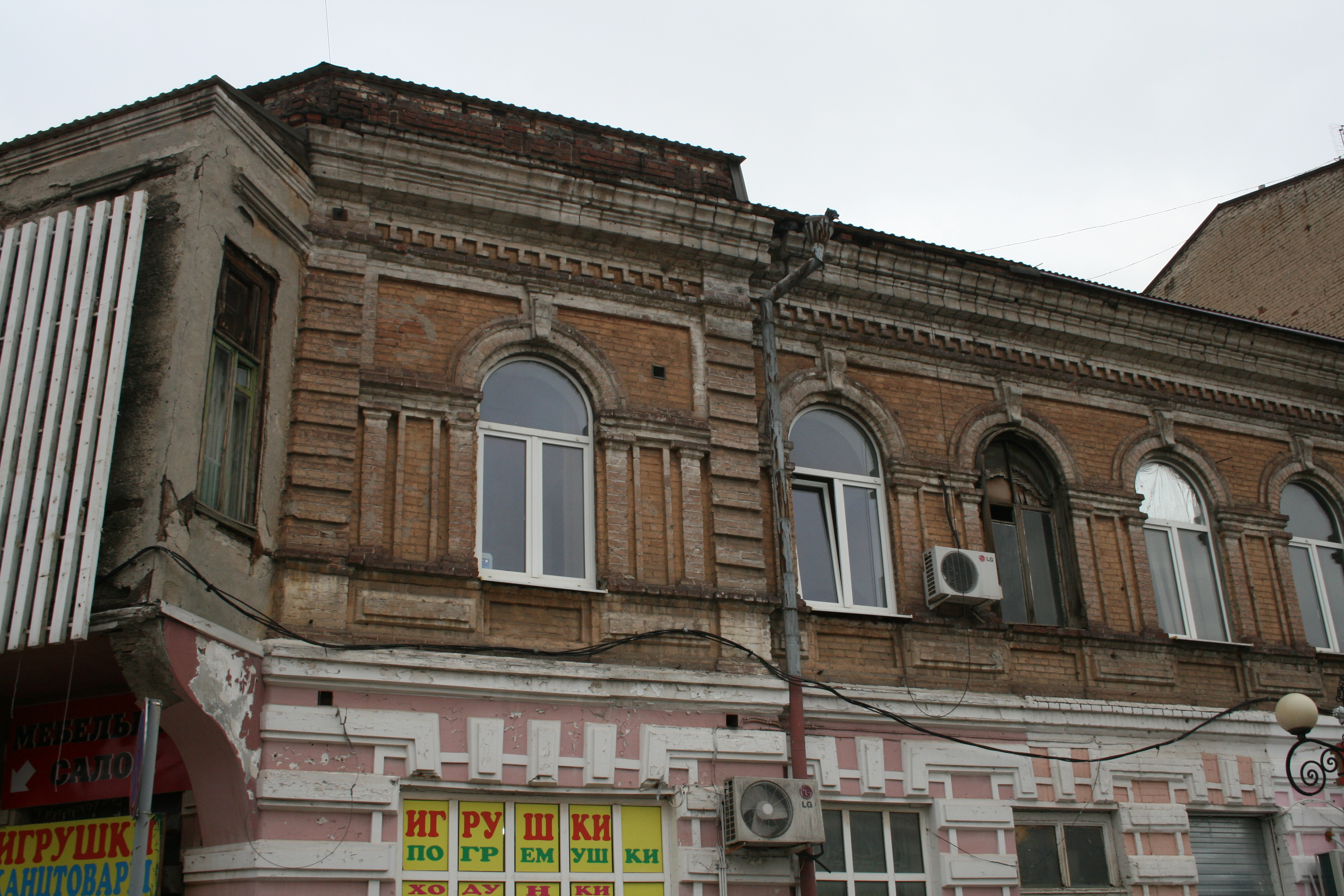
Второй этаж доходного дома
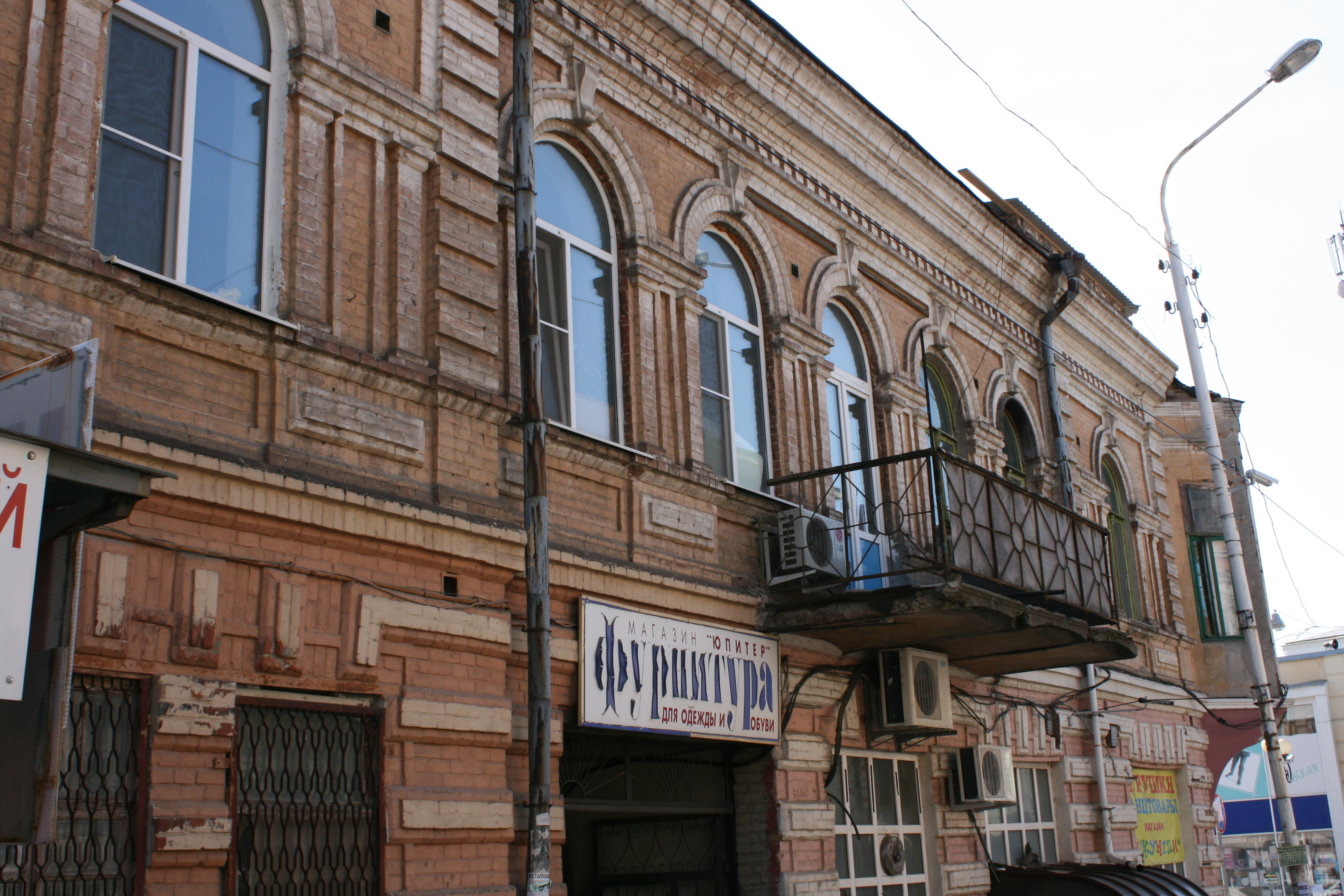
Стена дома
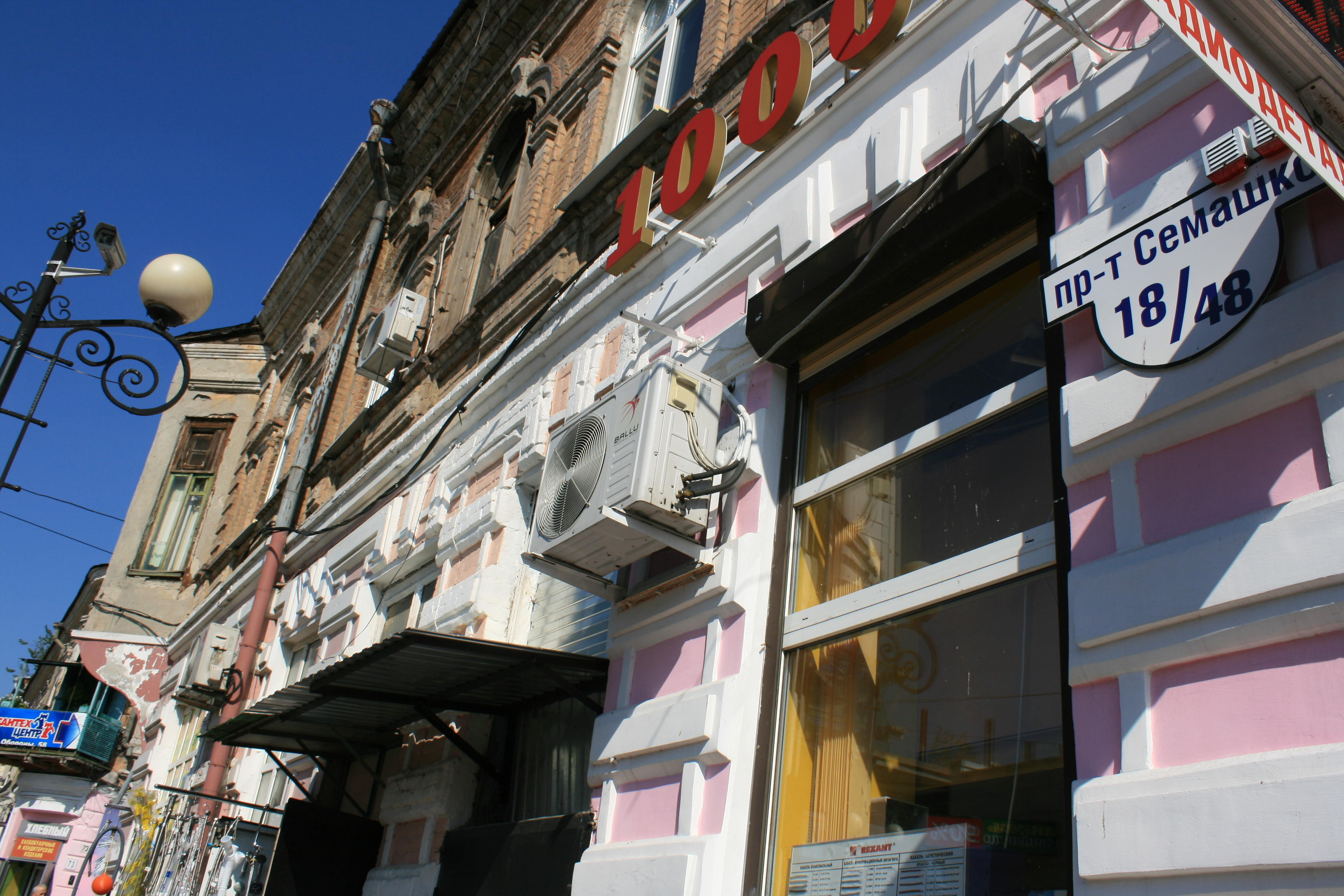
Фасад здания